# NIGHT SONGS
『NIGHT SONGS』（ナイト・ソングス）は、スターダストレビュー5枚目のオリジナル・アルバム。1987年6月25日に発売された。三谷泰弘が本作から脱退まで、一部を除き編曲を行う。

## 収録曲
- 全編曲：三谷泰弘　作詞・作曲：三谷泰弘（特記以外）

1. Midnight Rainbow
作詞：田口俊
2. 永遠の誓い －Eternity－
作詞：平野肇
3. 狙われた夜
作詞・作曲：根本要
4. 月影のスローダンス
5. 今夜もハートエイク
メインボーカル：三谷泰弘
6. Be Your No.1
7. It's A Party!
作詞：篠原仁志
8. One More Time
作詞：寺田正美/林紀勝
9. Down The Road
作詞：林紀勝
作曲：根本要/柿沼清史
10. Sing A Song For You
11. Midnight Rainbow （LIVE VERSION:1988年2月26日）
※2002年以降再発盤のみ収録ボーナス・トラック

## 参加ミュージシャン
- Trumpet：数原晋
- Alto Sax：Jake H. Concepcion
- Trombone：平内保夫
- Midget Accordion：風間文彦
- Synthesizer Operator：小泉博